# Isabelle de Beaumont (morte vers 1359)
Pour les articles homonymes, voir Isabelle de Beaumont et Beaumont.
Titres
Duchesse de Lancastre
6 mars 1351 – vers 1359
Comtesse de Lincoln
20 août 1349 – vers 1359
Comtesse de Lancastre
22 septembre 1345 – vers 1359
Comtesse de Leicester
22 septembre 1345 – vers 1359
Comtesse de Derby
16 mars 1337 – vers 1359
Isabelle de Beaumont, née aux alentours de 1318, morte entre le 30 mai 1359 et le 23 mars 1361, est une femme de la noblesse anglaise. Elle est duchesse de Lancastre par son mariage avec Henri de Grosmont.

## Biographie

### Origines et famille
Issue de la maison de Brienne, Isabelle est l'une des filles du baron Henri de Beaumont et de la comtesse de Buchan Alice Comyn. Ses grands-parents paternels sont Louis de Brienne, vicomte de Beaumont, fils de l'empereur-roi Jean et de Bérengère de León, et Agnès de Beaumont-au-Maine. Ses grands-parents maternels sont Alexander Comyn, shérif d'Aberdeen, et Joan Latimer. Isabelle naît dans une fratrie de cinq enfants, dont Jean de Beaumont, époux d'Éléonore de Lancastre. Cette dernière est la sœur du futur mari d'Isabelle, Henri de Grosmont. 

### Mariage et enfants
Isabelle épouse Henri de Grosmont le 24 juin 1330. Ils ont deux filles qui héritent des biens de leur père :
- Maud, comtesse de Leicester (4 avril 1340 – 10 avril 1362), est mariée à Guillaume III de Hainaut. Elle meurt sans héritier.
- Blanche de Lancastre (25 mars 1345 – 12 septembre 1369), est mariée à Jean de Gand, fils puîné d'Édouard III d'Angleterre, avec qui elle a trois enfants. Blanche hérite de tous les biens de son père après la mort de sa sœur.

Par Blanche, Isabelle est une ancêtre de la famille royale d'Angleterre issue de la maison de Lancastre, le roi Henri IV étant son petit-fils. Philippa de Lancastre, plus tard reine consort du Portugal, figure également parmi ses descendants.

### Mort et inhumation
Isabelle meurt de la peste avant 1361, au château de Leicester. Elle est enterrée à l'abbaye de Newark, située à Leicester. Son mari est aussi emporté par la peste en mars 1361.